# Никола Попноев
Никола Попноев Кисьов е български офицер, подполковник.

## Биография
Роден е през 1891 г. в село Орехово, област Смолян, в свещеническо семейство. Основно образование завършва в родното си село, а средно в Пловдив. Военна служба започва в Школата за запасни офицери в София. След завършването ѝ продължава във Висшето военно училище, което завършва с отличие. Участва в Балканската война в редовете на 21 пехотен средногорски полк като командир на взвод. Участва и в Първата световна война. След войната е командир на същия полк. В Смолян е командир на гарнизон. Създава инициативен комитет за построяване на паметника костница на връх Средногорец. Умира на 29 ноември 1969 г.
Семейният архив на Ной, Борис, Никола и Константин Попноеви се съхранява във фонд 453К в Държавен архив – Смолян. Той се състои от 75 архивни единици от периода 1875 – 2011 г.